# 밀그램 실험

밀그램 실험, E는 실험자(Experimenter), T는 선생(Teacher), L은 학생(Learner)이다. T(선생)가 피실험자.

밀그램 실험(영어: Milgram Experiment)은 1961년 예일 대학교의 심리학과 조교수 스탠리 밀그램(Stanley Milgram)이 실시한, 권위에 대한 복종에 관한 실험이다. 밀그램은 권위에 대한 복종을 연구하던 중, 사람들이 파괴적인 권위에 굴복하는 이유가 성격보다 상황에 있다고 믿고, 굉장히 설득력 있는 상황이 생기면 아무리 이성적인 사람이라도 윤리적, 도덕적인 규칙을 무시하고 명령에 따라 잔혹한 행위를 저지를 수 있다고 주장했다. 밀그램은 "징벌에 의한 학습 효과"를 측정하는 실험에 참여할 사람들을 모집하고 피실험자들을 선생과 학생으로 나누었다. 그리고 선생 역할과 학생 역할의 피실험자를 각각 1명씩 그룹을 지어 실험을 실시했다. 학생 역할의 피실험자를 의자에 묶고 양쪽에 전기 충격 장치를 연결했다. 그리고 선생이 학생에게 문제를 내고 학생이 틀리면 선생이 학생에게 전기 충격을 가할 수 있도록 했다. 그러나 사실 학생 역할의 피실험자는 배우였으며, 전기 충격 장치도 가짜였다.

## 목표와 과정
사실 이 실험의 목적은 "징벌에 의한 학습 효과"가 아닌 "권위에 대한 복종"에 대한 실험이었다. 먼저 "징벌에 의한 학습 효과"에 대한 실험이라고 공고하여 4.50달러를 대가로 20대에서 50대의 남자 피실험자 40명을 모은 뒤 각각 선생과 학생 역할로 나누었다. 그러나 사실 학생 역할의 피실험자는 배우였다. 실험자는 선생 역할의 피실험자에게는 학생에게 테스트할 문제를, 학생 역할의 배우에게는 암기할 단어를 제시했다. 그리고 선생에게 학생들을 테스트한 후 학생이 문제를 틀릴 때마다 15볼트부터 시작하여 450볼트까지 한번에 15볼트 씩의 전기 충격을 가하라고 지시했다.
밀그램이 주시했던 것은 선생들이 전압을 높여가는 과정에서 어떤 태도를 보이는가였다. 밀그램은 고작 4.50달러의 대가로 선생들이 과연 15볼트에서 450볼트까지 전압을 높일 것인지에 대해 관찰했다. 실험자는 흰색 가운을 입고 전압을 올릴지 말지 고민하는 사람들에게 '실험의 모든 책임은 내가 진다'며 전압을 올릴 것을 강요했다.
선생 역할을 맡은 피실험자들이 전압을 올리기를 거부할 때마다 실험자들은 미리 준비해둔 4가지의 대사를 차례대로 읊었다.
1.계속 진행해주십시오.
2.실험을 위해서는 계속 진행해야만 합니다.
3.계속 진행해 주셔야만 합니다.
4.당신에게는 이것 외의 다른 선택지가 없습니다.

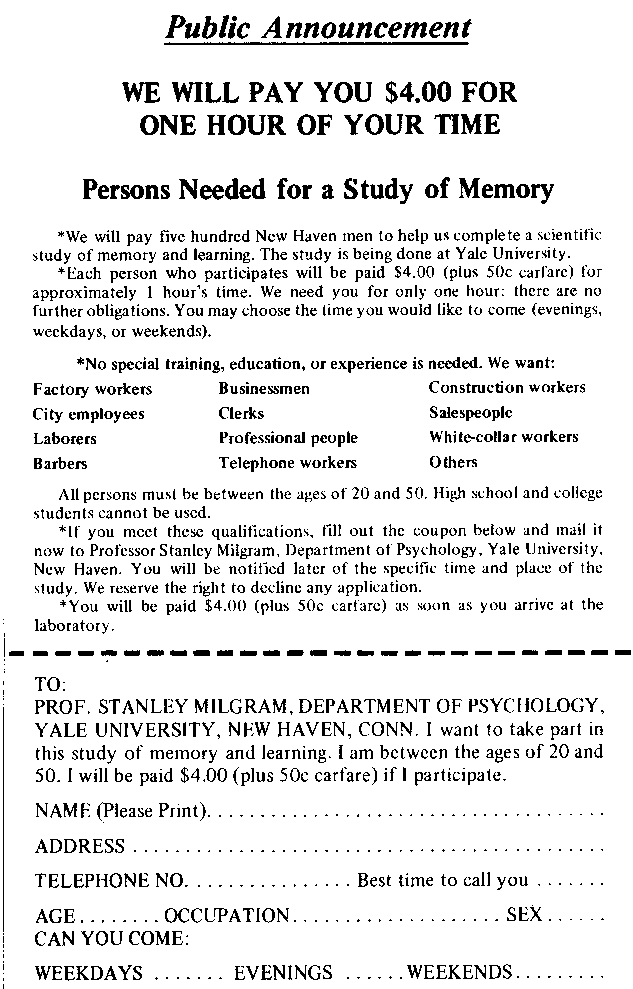
밀그램 실험의 피실험자 모집 광고

실험결과 그래프. 각 피실험자들이 마지막까지 올린 전압의 비율.

## 실험의 결과
실험을 시작하기 전 밀그램은 4.50달러의 대가로 피실험자들이 450볼트까지 전압을 올릴 것이라고 생각하지 않았다. 밀그램은 0.1% 정도의 사람들이 450볼트까지 전압을 올릴 것이라고 생각했다.
그러나 실험의 결과는 충격적이었다. 65%의 피실험자가 450볼트까지 전압을 올렸다. 이 실험은 1971년 필립 짐바르도의 스탠퍼드 감옥 실험까지 확대되었다.
밀그램의 실험은 피실험자들에게 심리적 외상을 줄 수 있었음에도 불구하고 이를 미리 알리지 않았다는 이유로 윤리적으로 많은 비판을 받았고, 결국 대학에서 해임되었다.
그러나 이후 시행된 유사한 실험중 2006년 밀그램의 실험을 실험윤리강령을 준수하도록 수정과정을 걸친 재실험이 제리 버거(Jerry M. Burger)박사에 의해 수행된바있다. 결과는 밀그램의 실험이 80%대의 초기 반응을 보고한데 이어서 버거의 실험은 70% 대의 유의미한 강력한 수준을 유지함을 보고하였다. 또한 이러한 실험이 윤리강령 준수에도 불구하고 밀그램실험의 결과를 여전히 지지하는 실험결과는 사회압력이 주는 사회적 영향력(social influence)이 시사하는바가 매우 크다.

## 같이 보기
- 군중심리학
- 스탠리 밀그램
- 스탠퍼드 감옥 실험(SPE, Philip Zimbardo- 루시퍼 이펙트)
- 악의 평범성
  - 한나 아렌트
- 동조실험